# Lycosa chaperi
Lycosa chaperi là một loài nhện trong họ Lycosidae.
Loài này thuộc chi Lycosa. Lycosa chaperi được Eugène Simon miêu tả năm 1885.